# Брюссель
Брюссе́ль (фр. Bruxelles [bʁysɛl] ( прослухати) або [bʁyksɛl], нід. Brussel [ˈbrʏsəl] ( прослухати)) — найбільша комуна та історичний центр Брюссельського столичного регіону. Де-факто столиця Європейського Союзу і центр найбільшої міської агломерації країни.
Назва міста походить від давньонідерландського bruocsela — «селище на болоті».
Цифра сім — знаменна для Брюсселя: сім пагорбів, сім доріг ведуть у місто, вся влада була закріплена за сімома знатними родами, сім тварин охороняють головну площу міста Гроте-Маркт (французькою Ґран-Плас); за нідерландською версією назви міста — сім літер, сім епох, сім кілець розвитку, сім підмурків лежать в основі міста: епоха герцогів Брабантських, епоха іспанських Габсбурґів (1482–1713), епоха австрійських Габсбургів (1713–1794), епоха Франції (1794–1814), епоха Нідерландів (1815–1830), і, врешті, епоха теперішньої Бельгії (з 1830 року — року заснування держави).
В середині XX ст. місто стало важливим культурним і міжнародним центром. У ньому містяться штаб-квартира військово-політичного блоку НАТО, Ради Європейського Союзу (ЄС) та інших міжнародних організацій.

## Географія

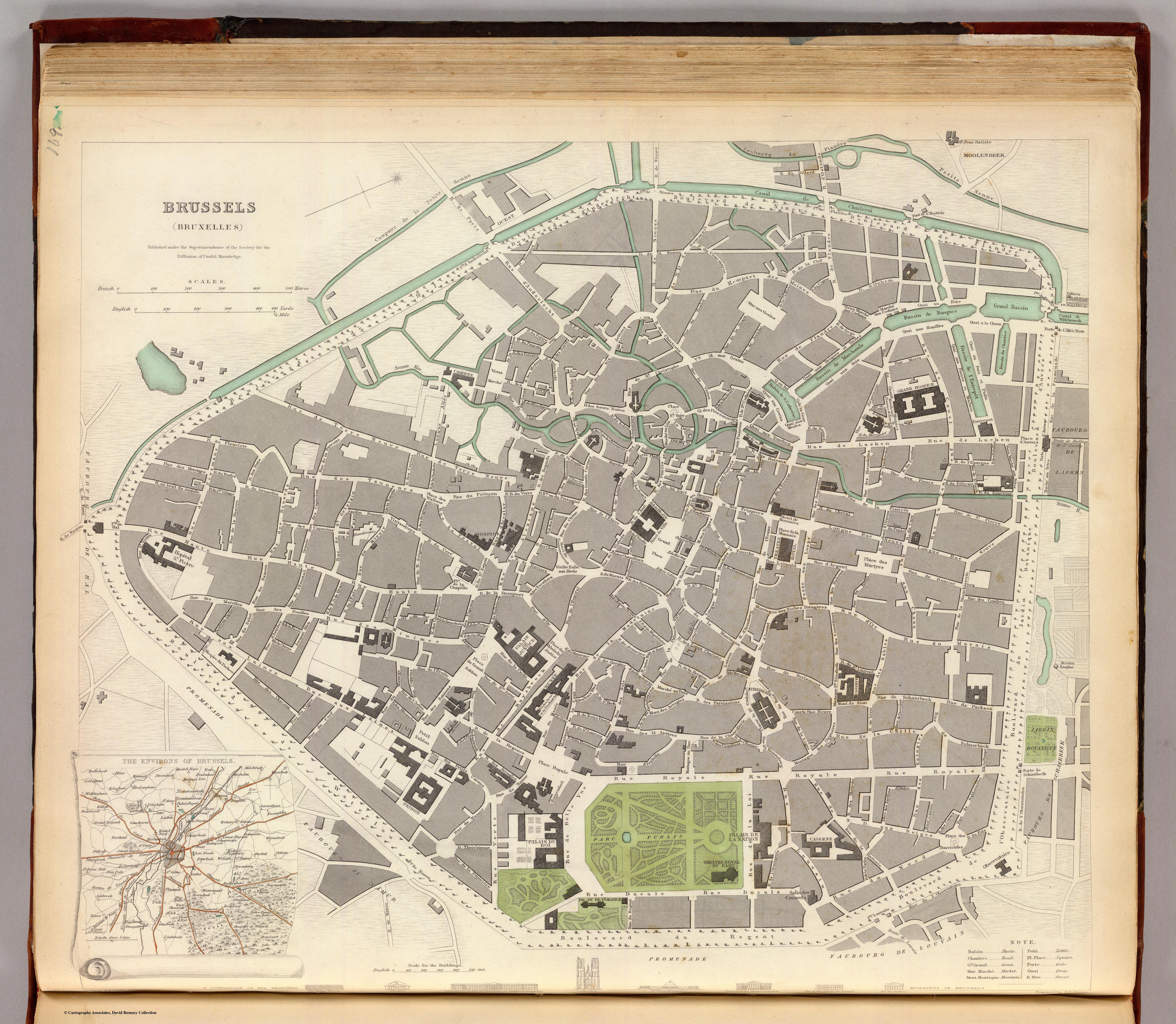
П'ятикутник — історичне ядро Брюсселя (карта 1837 року).

Громада Брюсселя має неправильну форму і складається з трьох частин: широкої північної, вузької центральної і ще вужчої південної. Північна частина Брюсселя включає район Лакен, де розташована королівська резиденція — Лакенський палац. До 1921 року Лакен був самостійною комуною.
Історичне ядро міста утворює п'ятикутник бульварів, прокладених на місці колишніх оборонних споруд. Південний протуберанець — авеню Луїзи.
Брюссель стоїть на річці Сенні, однак у межах міста її практично не видно, оскільки річка була перекрита бельгійськими інженерами під керівництвом Анрі Мо в період урбанізації (друга половина XIX століття).

## Клімат
Клімат Брюсселя — помірний морський. Морські повітряні маси, що утворюються над Північним морем, розташованим неподалік, зумовлюють невеликі амплітуди добової та річної температури і високу відносну вологість повітря. Найспекотнішими місяцями є липень і серпень з середньою температурою 17,0 °C, найхолоднішим — січень із середнім мінімумом в 2,5 °C. Середньорічна температура становить 9,7 °C. Кількість годин сонячного світла на рік — 1585.
Для морського клімату типово велика кількість опадів. Так, за рік в Брюсселі випадають 821 мм опадів, найбільша кількість (по 79 мм) — в листопаді та грудні.

## Історія

### Виникнення
Назва міста походить від слів bruoc (старонідерландською «болото») і sella (старонідерландською «поселення») і означає буквально «селище на болоті». За легендою Брюссель був заснований в VI столітті Святим Гориком (або Сен-Жері). Проте перша згадка про селище Bruocsella зустрічається лише в 996 році в грамоті Оттона Великого. З 977 по 979 рік Карл Нижньолотарінзький побудував фортецю і каплицю на острові на річці Сенні, що стало першим кроком у розвитку міста. Брюссельський собор був присвячений Святій Гудулі, покровительці Бельгії. У XI столітті було споруджено перший міський мур.

### Середньовіччя
У 1430 герцог Бургундський Філіп III Добрий одержав у спадок Брабантське герцогство і зробив Брюссель столицею Бургундії. В цей час йде будівництво ратуші і перших будинків на Гран-плас. Відбувається розквіт економіки, ремесел і мистецтв; скульптори, килимарі і ювеліри охоче поселяються в місті. У тому числі у Брюсселі знаходять притулок художники Пітер Брейгель Старший та Рогір ван дер Вейден.
У 1477 онука Філіпа Доброго, Марія Бургундська, виходить заміж за майбутнього імператора Священної Римської імперії Максиміліана I, і Брабант переходить під правління Габсбургів. Їхня донька Маргарита Австрійська тимчасово переносить резиденцію в Мехелен, але після 1531 року Брюссель знову стає столицею Бургундії.
Після смерті Карла V під час правління його сина Філіппа II велика частина сучасної Бельгії стає частиною Південних Нідерландів. При Філіппі відбувається повстання проти іспанських правителів, у тому числі під проводом графа Егмонта і графа Горна, які були публічно страчені. Під час правління іспанця Фернандо Альвареса де Толедо були жорстоко переслідувані протестанти. Репресії призвели до того, що місто почала залишати інтелектуальна еліта (в основному виїздили до Амстердама), що в свою чергу призвело до економічного занепаду Брюсселя.

### Брюссель після Тридцятилітньої війни

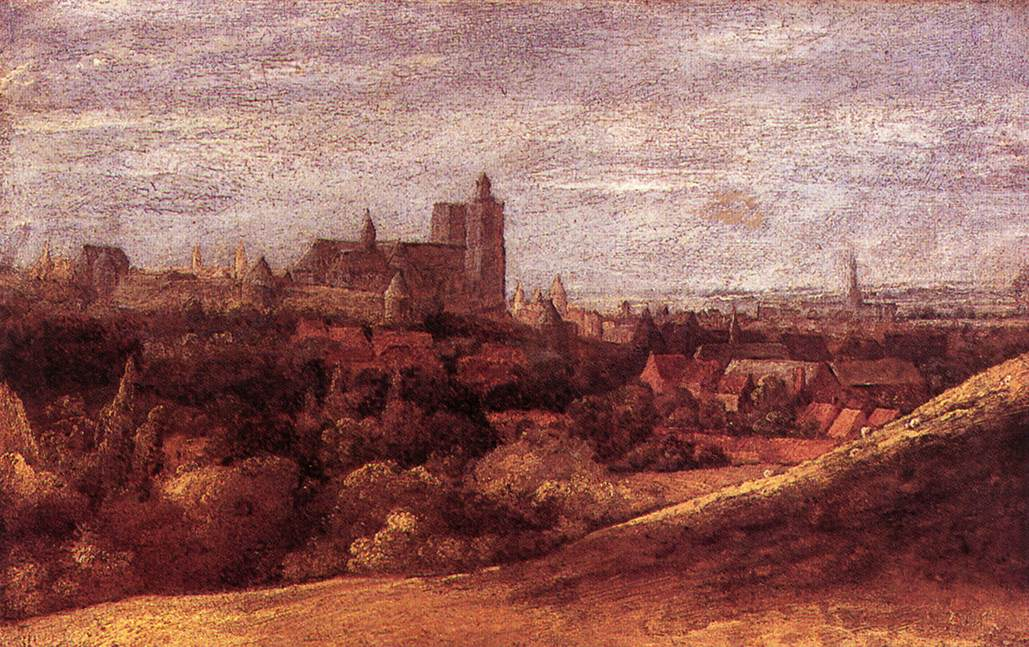
Геркулес Сегерс. Вид Брюсселя, 1625

За Вестфальським миром, що поклав край війні в 1648 році, північна частина Нідерландів була визнана незалежною, у той час як південна частина разом з Брюсселем залишилася під правлінням іспанців. У другій половині XVII століття за Людовіка XIV Франція намагається зайняти панівне становище в Європі. Французькі війська завойовують Ено і Західну Фландрію.
У 1695 брюссельський Гранд-плас протягом трьох днів був обстріляний артилерією і майже повністю зруйнований. За Рейсвейкським миром від 1697 року французи повинні були покинути бельгійські території. У ході Війни за іспанську спадщину (1701—1714) панування над Південними Нідерландами (разом з тим і над Брюсселем) перейняли представники Габсбургів з Австрії.

### Боротьба за незалежність

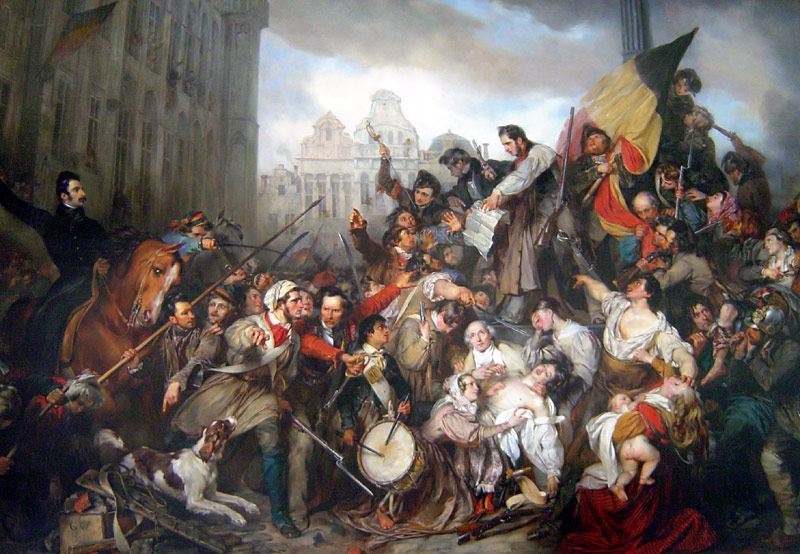
Бельгійська революція 1830 року в Брюсселі

У 1789 році внаслідок Брабантського повстання вдається на короткий час домогтися незалежності від панування Габсбургів під час правління Йосифа II, поки в 1794 році території не були захоплені військами Французької республіки. Французьке панування було закінчене в 1815 році після поразки Наполеонівських військ у битві під Ватерлоо, що знаходиться за 15 км на південь від Брюсселя. На Віденському конгресі 1814—1815 було вирішено об'єднати Південні Нідерланди з Північними під правлінням Віллема I.
Ліберальна еліта католицьких Південних Нідерландів, яка лінгвістично, культурно і політично була орієнтована на Францію, а також католицьке духівництво відчували себе ущемленими в сфері державного правління, освіти та економічного розвитку в порівнянні з переважно протестантською нідерландськомовною Північчю. Через деякий час Бельгійська революція призводить до відділення Бельгії від Об'єднаного королівства Нідерландів та утворення Бельгійського королівства. Найбільш могутні держави того часу — Англія, Пруссія, Австрія і Росія — були зацікавлені в мирному вирішенні конфлікту і проголосили на Лондонській конференції 1830 року незалежність нової держави. Брюссель стає столицею королівства, а Леопольд I — першим королем Бельгії з формою правління конституційна монархія.

### Новий час
Завдяки статусу столиці держави й підйому економіки Бельгії в епоху індустріалізації (XIX століття), Брюссель стає дедалі привабливішим місцем. Населення зростає швидкими темпами, не в останню чергу за рахунок іммігрантів з Валлонії та Франції. Історичне ядро міста об'єднується з колишніми сільськими комунами у конгломерат, виростають нові квартали, каналізується Сенна. В цей час будуються такі будинки, як монументальний Палац правосуддя, біржа, королівський палац, тріумфальна арка і знамениті будівлі в стилі модерн (наприклад, будівлі Віктора Орта).
Хоча Бельгія і стала жертвою агресивної політики Німеччини під час обох Світових воєн, Брюссель не зазнав значних руйнувань. Завдяки цьому архітектура і вулиці Брюсселя до 60-х років (а частково і в наші дні) залишалися такими ж, як і за часів заснування міста. Проте вже в 30-х роках було проведено залізничне сполучення між Північним і Центральним вокзалами через центр міста.
Давній конфлікт між фламандським, нідерландомовним, і валлонським, франкомовним, населенням призводить до того, що в у 1932–1938 роках Брюссель стає двомовним: назви вулиць, станцій громадського транспорту і муніципалітетів дублюються двома мовами. Під впливом розвиненішої у той час Валлонії місто дедалі більше стає франкомовним, нідерландська мова, що раніше домінувала, відходить на другий план. Також і в архітектурі домінує французький стиль.
Після Другої світової війни Брюссель завойовує дедалі більше міжнародне значення: в 1958 році тут засновано Європейське економічне співтовариство (попередник Європейського союзу). Цього ж року в Брюсселі відбулася Всесвітня виставка, для якої був побудований Атоміум. У 1967 році з Парижа до Брюсселя переїздить НАТО.
Виданий у 1953 році закон, за яким витрати за знесення старих будинків оплачуються державою, негативно позначається на зовнішньому вигляді міста: зноситься невиправдано велика кількість старих будинків і кварталів, а отримані території забудовуються висотними будинками. Деякі архітектори вважають, що Брюссель більше постраждав від модернізації в 60-х роках, ніж від воєн. Така модернізація, що супроводжується масовим зносом історичних кварталів, отримала назву «брюсселізація».

## Населення
В комуні за даними на 1 січня 2011 року проживало 163210 осіб, при щільності населення 5000 осіб / км ². З всього населення комуни 107629 людей (65,95 %) мали бельгійське походження і 55581 людина (34,05 %) були іноземцями, з яких 31828 людей походили з країн Євросоюзу, 23753 людини — з інших країн світу. Всього в комуні у 2011 році проживали представники майже 160 країн світу. З всіх іноземців 88 людей мали статус політичних біженців.
| Рік | 1990   | 1995   | 2000   | 2005   | 2007   | 2008   | 2009   | 2010   | 2011   |
| --- | ------ | ------ | ------ | ------ | ------ | ------ | ------ | ------ | ------ |
| Населення | 136706 | 135681 | 133895 | 142853 | 145917 | 148837 | 153377 | 157673 | 163210 |
| Джерело: Населення Бельгії у 1990—2011 роках. на сайті Головної дирекції статистики і економічної інформації уряду Бельгії. |        |        |        |        |        |        |        |        |        |

### Демографічні дані
Найшвидше населення Брюсселя збільшувалося в період урбанізації в XIX — початку XX століть: за одне століття чисельність населення зросла вдвічі — з 98 000 в 1830 році до 200 433 чоловік в 1930 році. Пік чисельності населення був пройдений у 1930 році, з тих пір населення міста зменшувалося, і в останні 30 років тримається на рівні 140 000 чоловік з невеликими коливаннями.
У 2007 році коефіцієнт народжуваності становив 17,4, коефіцієнт смертності — 8,8. Таким чином природний приріст населення склав +8,6, а загальний +17,1, що є досить високим показником для Європи.
Статевий склад населення міста однорідний — в Брюсселі проживають 50,18 % чоловіків і 49,82 % жінок. Половина всього брюссельського населення (51,6 %) не одружена / неодружені.

### Етнічний склад
Унаслідок розміщення в Брюсселі установ Європейського союзу, НАТО та інших міжнародних організацій, більше третини населення (34,05 %) міста є іноземцями. Через масову імміграцію різних груп населення в місто, як з інших регіонів Бельгії, так і з-за кордону, основний поділ населення в Брюсселі проходить у мовній, а не в етнічній площині. Все населення умовно поділяється на франкофонів, нідерландофонов і алофонів, більшість з яких схильна до асиміляції у франкомовне середовище.
| Албанія | н. д.  | н. д.  | н. д.  | н. д.  | н. д.  | 330    |
| Алжир | 265    | 310    | 350    | 384    | 379    | 571    |
| Бельгія | 93441  | 99146  | 100425 | 102340 | 103302 | 107629 |
| Болгарія | н. д.  | н. д.  | н. д.  | 129    | 188    | 924    |
| Бразилія | 80     | 106    | 126    | 127    | 144    | 381    |
| Велика Британія | 1350   | 1424   | 1429   | 1389   | 1349   | 1336   |
| Гвінея | н. д.  | н. д.  | н. д.  | н. д.  | н. д.  | 837    |
| Греція | 1522   | 1491   | 1519   | 1484   | 1404   | 1296   |
| Дем. Респ. Конго | 982    | 995    | 1157   | 1140   | 1135   | 1731   |
| Еквадор | н. д.  | н. д.  | н. д.  | н. д.  | н. д.  | 366    |
| Індія | 116    | 166    | 178    | 172    | 199    | 589    |
| Ірландія | 290    | 276    | 280    | 283    | 279    | 301    |
| Іспанія | 3301   | 3258   | 3170   | 3120   | 2997   | 3331   |
| Італія | 3781   | 3761   | 3681   | 3574   | 3526   | 3779   |
| Камерун | 186    | 200    | 205    | 199    | 196    | 474    |
| Китай | 142    | 279    | 295    | 301    | 325    | 461    |
| Марокко | 11669  | 9192   | 8835   | 8504   | 8327   | 8387   |
| Нідерланди | 830    | 944    | 990    | 1033   | 1079   | 1501   |
| Німеччина | 943    | 1032   | 1099   | 1152   | 1223   | 1425   |
| Польща | 324    | 570    | 689    | 924    | 1340   | 3039   |
| Португалія | 1408   | 1304   | 1310   | 1332   | 1291   | 1502   |
| Рос. Федерація | 73     | 113    | 134    | 150    | 161    | 315    |
| Румунія | 112    | 282    | 378    | 430    | 689    | 3683   |
| США | 455    | 507    | 483    | 483    | 443    | 553    |
| Туреччина | 1989   | 1546   | 1526   | 1523   | 1566   | 1557   |
| Україна | н. д.  | н. д.  | н. д.  | н. д.  | н. д.  | 157    |
| Франція | 4732   | 4998   | 5143   | 5166   | 5209   | 7403   |
| Швеція | 402    | 405    | 396    | 377    | 366    | 387    |
| Інші | 6002   | 7196   | 7514   | 7137   | 7667   | 8965   |
| Разом | 134395 | 139501 | 141312 | 142853 | 144784 | 163210 |
| Примітки. 1. н. д. — немає даних. 2. В таблиці окрім України представлені лише ті країни, кількість вихідців з яких в населенні комуни станом на 2011 рік становила понад 300 осіб. |        |        |        |        |        |        |

### Субурбанізація

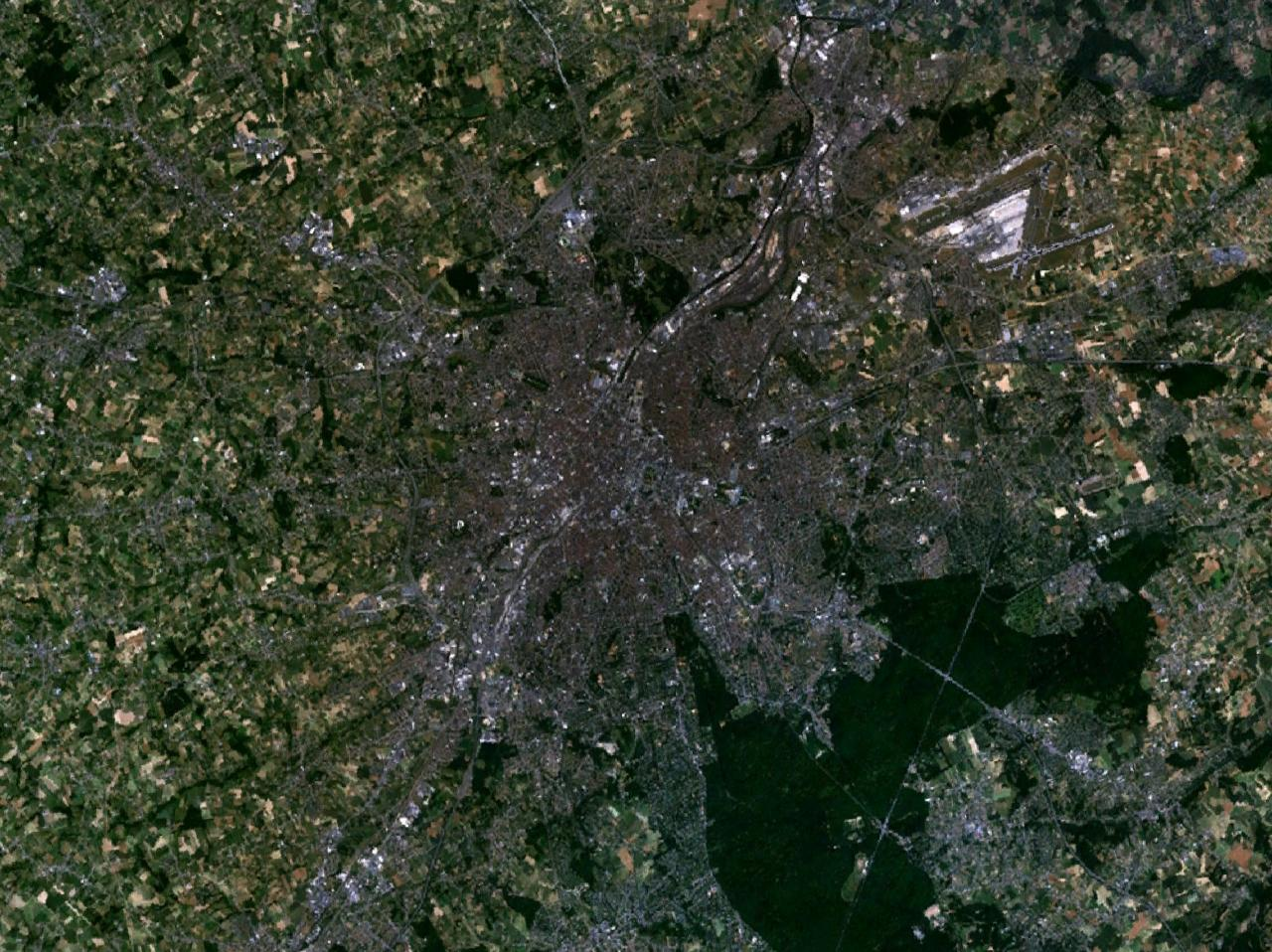
Брюссель, вигляд із супутника

З початку ХХ століття, і особливо з другої його половини, корінне населення Брюсселя — в основному франкофони, активно переміщаються та мігрують до спальних приміських муніципалітетів, що є частиною нідерландомовної провінції Фламандський Брабант. Вивільнені квартали старого міста займають в основному вихідці з країн третього світу та колишніх французьких і бельгійських колоній — Конго, Марокко, Туреччина та ін. Фламандці дуже гостро реагують на процес франкизації як самого Брюсселя, так і всієї Брюссельської периферії. Між франко- і нідерландськомовними громадами не одне десятиліття відбуваються гострі конфлікти. Спроби деексклавізації Брюсселя успіхом поки не увінчалися.

### Мови
Див. також Франкізація Брюсселя

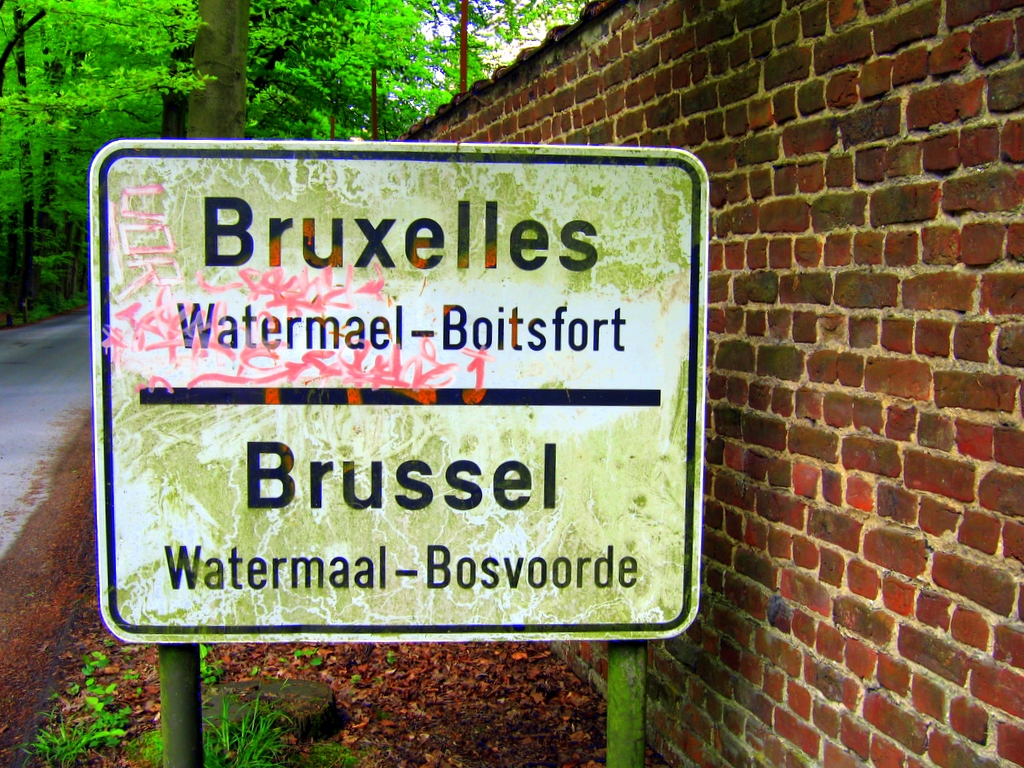
Двомовність у Брюсселі

Брюссельський столичний округ є єдиним офіційно двомовним регіоном країни. Офіційно рівноправними в органах адміністрації визнані французька і нідерландська мови. Крім цього в столиці та прилеглих до неї регіонах мають поширення багато інших мов недавніх іммігрантів. Більшість населення міста (56 % за опитуваннями 2006 року) вважає рідною французьку, близько 7 % — нідерландську мову, інші 37 % говорять двома і більше мовами залежно від обставин, кварталу і т. д. Роль лінгва-франка виконує французька мова, нею володіють близько 96 % населення міста.

### Релігія
Більшість жителів Бельгії сповідують католицизм і протестантизм, також поширені юдаїзм та іслам.

#### Храми
- Церква Святої Катерини
- Церква Святого Миколая

## Економіка
Брюссель — найбільший економічний центр країни. Економічному зростанню бельгійської столиці посприяли центральне географічне положення і той факт, що тут розмістилися такі міжнародні організації, як ЄС і НАТО. За обсягом ВВП на душу населення (59 400 €) Брюссель знаходиться на третьому місці серед європейських міст після Люксембургу та центрального Лондона. Найбільший прибуток приносять гастрономія (у квітні 2007 у місті було більше 2000 ресторанів) і третинний сектор економіки. Крім цього, розвинені галузі машинобудування, що випускають промислове устаткування. У місті розмістилася велика кількість кредитно-фінансових установ.

## Брюссель як міжнародний центр
Брюссель став важливим центром багатьох міжнародних інституцій, найважливішою з яких є Європейський Союз. У регіоні також знаходиться штаб-квартира Організації Північноатлантичного договору та 1000 інших міжнародних організацій і 2000 міжнародних корпорацій. Брюссель є третім містом за кількістю організованих міжнародних конференцій, таким чином ставши одним із найбільших центрів зустрічей у світі. Присутність ЄС та інших міжнародних установ означає, що тут найбільше послів і журналістів серед усіх столиць, перевершивши навіть Вашингтон. Також місті створено численні міжнародні школи.

### Європейський Союз

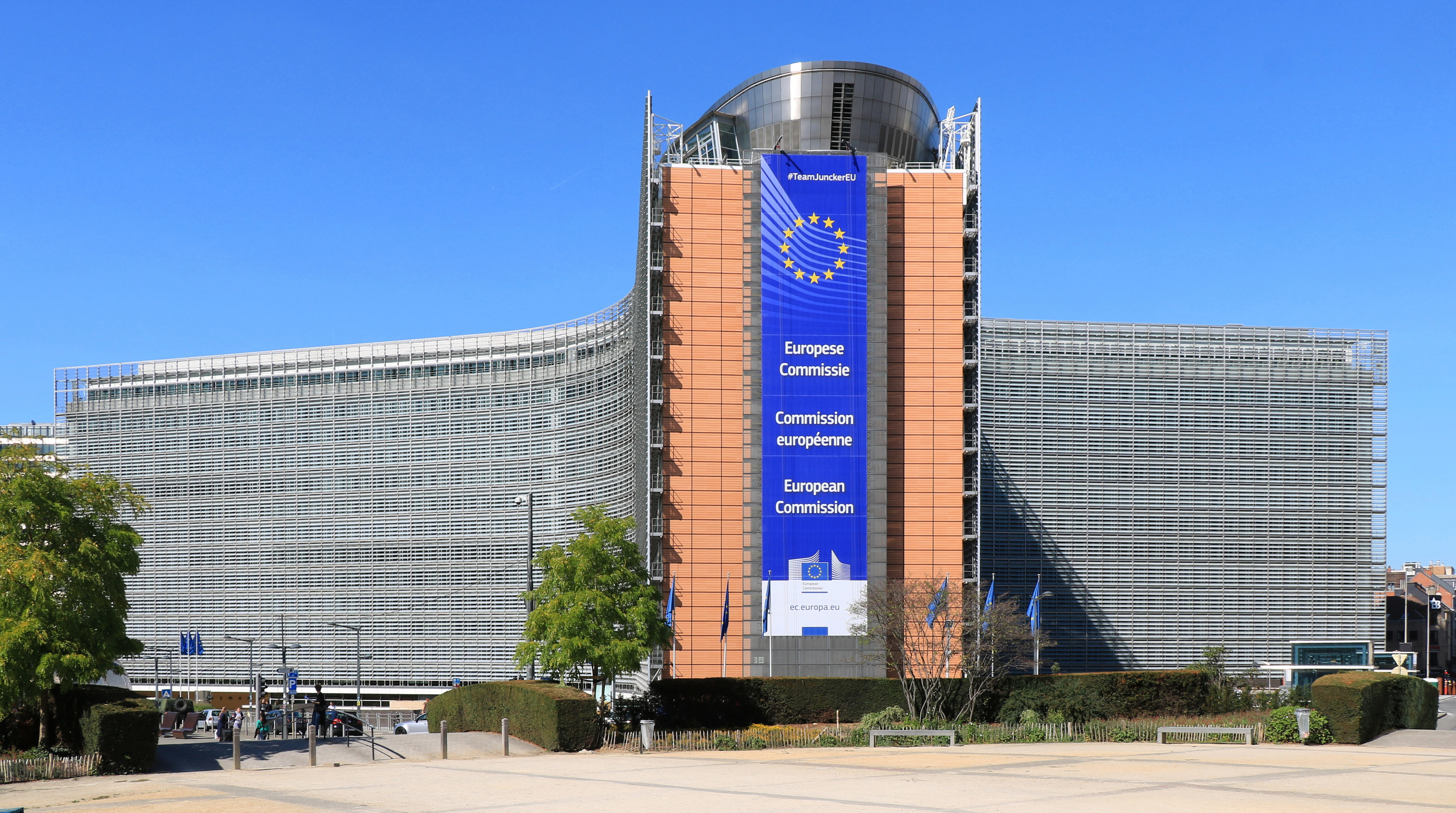
Будівля Берлемон

Брюссель вважається де-факто столицею Європейського Союзу через значну кількість інституцій Союзу, що працюють тут, хоча ЄС не оголошував жодної офіційної столиці. У Брюсселі розташовані штаб-квартири Європейської комісії у будівлі Берлемон та Рада Європейського Союзу будівлі Юста Ліпсія, розташованій перед будівлею Берлемон. Крім того, три чверті діяльності Європейського парламенту ведеться в Брюсселі в районі Espace Léopold, хоча офіційна резиденція парламенту знаходиться в Страсбурзі.
Брюссель почав приймати інституції в 1957 році зі створенням Європейського економічного співтовариства та Євратому, штаб-квартири яких ділилися з Люксембургом. У 1965 році Брюссель отримав постійне розміщення Комісії та Ради, а в наступні роки парламент збільшив свою присутність тут, хоча згідно з договорами він був зобов’язаний зберігати свою резиденцію в Страсбурзі. Між 2002 і 2004 роками Європейська Рада розмістила свою штаб-квартиру в Брюсселі. Наразі кількість інституцій значно зросла, причому тільки Комісія займає понад 865 000 м² офісів у Європейському кварталі на сході міста.

## Визначні місця
Серце міста — Гран-плас/Гроте-маркт — площа завдовжки 110 м і завширшки 68 м. Її оточують будинки, побудовані в XVII столітті. Кожен має свою назву і багато які належали колись якійсь гільдії. Так, наприклад, будинок «Вовчиця» займала гільдія стрільців з лука, будинок «Візок» був побудований в 1697 році гільдією виробників масел і жирів. Деякі будинки, такі як «Дуб», «Лисеня», відрізняються досить простою архітектурою.
На площі також стоїть будівля мерії — Брюссельська ратуша, що є шедевром готичної архітектури. Спорудження Брюссельської ратуші велося в 3 етапи. Ліве, довше, крило побудував у 1402 році Якоб Ван Тінен. Праве — добудував у 1445 році невідомий архітектор. У 1450 році будівлю увінчано 90-метровою дозорною вежею зі статуєю архангела Михайла — захисника Брюсселя.
Навпроти Ратуші стоїть «Будинок Короля». Хоча він має таку назву, там ніколи не жив жоден король. Побудований в XIII столітті, будинок служив по черзі складом для пекарів, трибуналом і в'язницею. У 1873 році архітектор Віктор Ямар переконструював будівлю в стилі готики. У наші дні в «Будинку Короля» працює Музей міста Брюсселя.

### Маннекен Піс

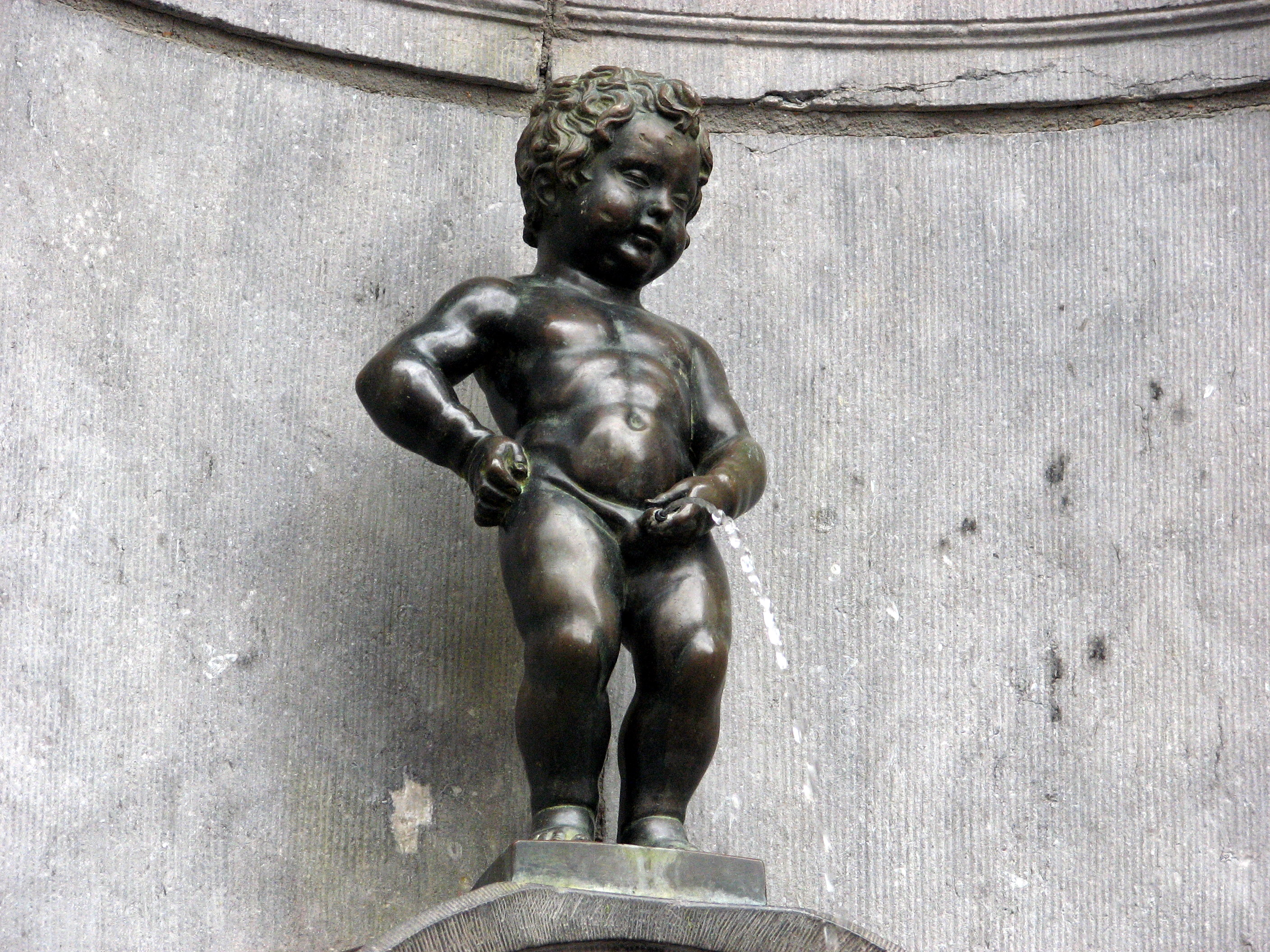
Маннекен Піс

Неподалік від Гран-Плас / Гроті Маркт знаходиться знаменитий фонтан — Пісяючий хлопчик, бронзова статуя висотою 61 см. Існує безліч легенд про його появу. Згідно з однією з них, чотири століття тому якийсь хлопчина отак урятував місто від пожежі.
Сьогодні знаменитий на весь світ Пісяючий хлопчик — володар гардеробу, що складається з більш ніж 800 нарядів, які зберігаються в «Будинку Короля» в Комунальному музеї.. Так, у дні народження Моцарта і Елвіса Преслі його наряджають у відповідні костюми, а під час міжнародних матчів Маннекен Піс приміряє форму національної збірної з футболу.
З 1987 року за декількома вулицями звідси стоїть статуя Пісяючої дівчинки (Жаннекен Піс). У 1999 році з'явилася також Пісяючий песик, що символізує об'єднання всяких культур в Брюсселі.

### Собор Святого Михайла і Святої Гудули
Спорудження собору датується 1226 роком. Архітектура будівлі містить у собі елементи таких стилів, як романський, готичний і ренесанс. Але все ж таки помітно переважання готики. Фасад складається з двох веж, кожна 70 м у висоту, прикрашений різьбленими шпилями, які підносять собор високо в небо. Всередині будівля висвітлюється м'яким світлом, що потрапляє через високі вікна з вітражами дивовижної чистоти.

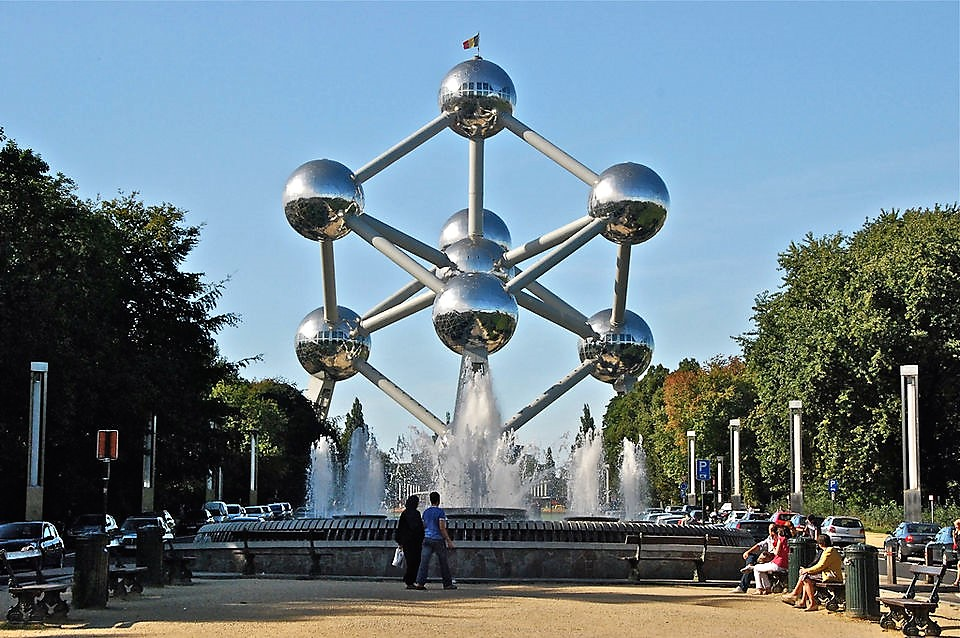
Атоміум

### Атоміум і Міні-Європа
Однією з головних визначних пам'яток і символом міста є Атоміум, побудований до Всесвітній виставки 1958 року. Атоміум знаходиться на півночі міста в районі Лакен і являє собою збільшену в 165 млрд разів модель кристала заліза висотою 102 м.
Поряд з Атоміумом розташований парк мініатюр «Міні-Європа» з копіями найзнаменитіших споруд Європи в масштабі 1:25. Також у районі Лакен знаходяться шість королівських резиденцій.

### Комікси
Брюссель — батьківщина коміксів. У місті творили такі імениті майстри коміксів, як Ерже, Андре Франкін і Морріс де Беверен, створили серії коміксів про Тентена, Марсупіламі, Щасливчик Люк, Гастон й інших стали популярними в усьому світі персонажами.
Унікальна пам'ятка Брюсселя — комікси на стінах будинків, розкидані по всьому місту. Найвідоміші з них зібрані в путівнику Comic Strip Route. Бельгійський центр мистецтва коміксів, розташований в побудованому за проектом Віктора Орта будівлі в стилі ар-нуво, зберігає колекцію з понад 25 тис. коміксів, у тому числі близько 400 оригінальних малюнків Ерже, і розповідає історію коміксів від самого зародження до наших днів. 2009 рік оголошено в Брюсселі роком коміксів.

### Гора Мистецтв

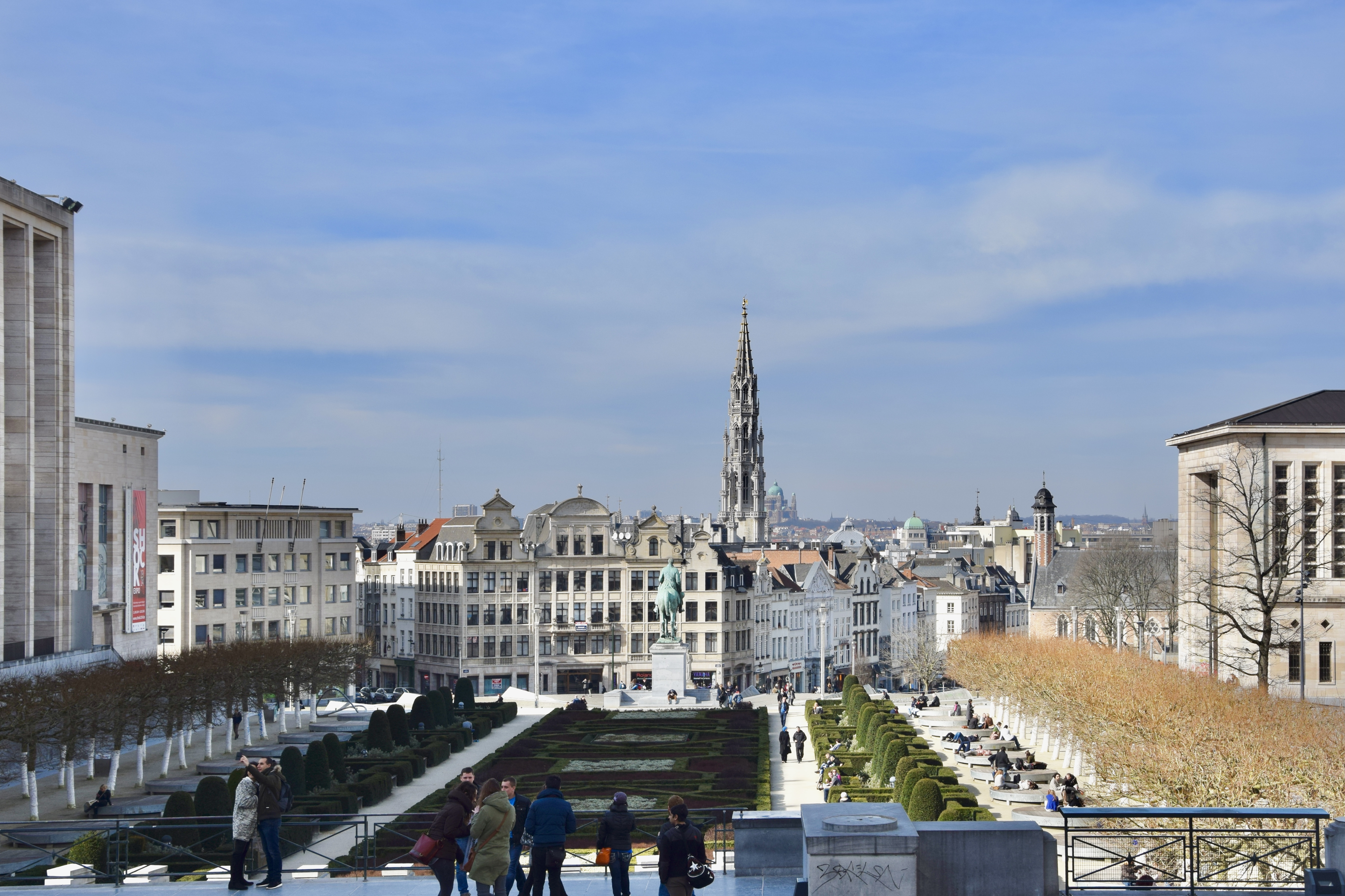
Вид на Нижнє місто з Гори Мистецтв

Між Верхнім містом з королівським палацом, парламентом і Палацом Правосуддя і Нижнім містом — історичним центром Брюсселя з ратушею, житловими будинками і будинками ремісників — розташована гора Мистецтв, споруджена в період брюсселізації. Характерними для цього періоду стали масивні геометричні форми постмодернізму, виражені в архітектурі Королівської бібліотеки Бельгії і Палацу конгресів. З верхньої точки гори Мистецтв можна побачити Гран-Плас, а в сонячний день також і Атоміум, і базиліку Святого Серця. Крім Королівської бібліотеки на Горі знаходиться комплекс музеїв і художніх галерей: Музей музичних інструментів, Королівські музеї витончених мистецтв та інші.

### Інші визначні місця
- Брюссельська ратуша
- Галлепорт
- Королівські музеї витончених мистецтв (Брюссель)
- Музеї Далекого Сходу (Брюссель)
- Єврейський музей Бельгії

## Культура та дозвілля
Культурне життя Брюсселя досить багате і різноманітне. Крім музеїв і постійних виставок, періодично проводяться концерти та інші культурні заходи, як наприклад, святкування Дня святого Валентина і Міжнародного жіночого дня, рік коміксів, концерти світових зірок. Можна придбати культурний гід на поточний рік з розкладом всіх заходів та адресами музеїв, театрів, клубів і виставок.

### Музеї
Брюссельський столичний регіон налічує 80 музеїв, близько половини з яких розташовані безпосередньо в межах комуни Брюссель. Крім звичних художніх та історичних музеїв, у Брюсселі існують такі унікальні музеї, як Музей шоколаду і какао, Музей коміксів, Музей пива, Музей музичних інструментів, Королівський музей армії. Серед художніх музеїв слід відзначити Королівські музеї витончених мистецтв з великою колекцією творів фламандських майстрів. У передмісті Брюсселя розташована Віттокіанська бібліотека, що є бібліотекою-музеєм з великою колекцією давніх і рідкісних рукописів і стародруків.
Існує система знижок на відвідування брюссельських музеїв — Brussels Card, що дає право на безкоштовне відвідування деяких музеїв і проїзд на громадському транспорті. Також раз на рік проходить Ніч музеїв.

### Театри
- Національний театр Бельгії
- Фламандський королівський театр Брюсселя
- Королівський театр де ла Монне, національна опера
- Парковий королівський театр
- Королівський театр на галереях
- Брюссельська щавіса
- Театр де Пош
- Комеді Клод Вольтьє
- Театр на площі Мартір
- Театр Ле Публік
- Les Tanneurs
- Театр дю Меридьєн
- Театр де ла Бальзамін
- Театр Осеан Нор
- Театр 140
- Театр життя
- Театр Золотого Руна
- Театр Варіа

### Фестивалі
Щоберезня в Брюсселі проходить уже традиційний Брюссельський міжнародний кінофестиваль фантастичних фільмів.

### Гастрономія
Бельгія вважається батьківщиною праліне, картоплі фрі та бельгійських вафель, тому ці страви дуже популярні по всій країні і, зокрема, в її столиці. Крім Fritkots, що спеціалізуються на продажу картоплі фрі, і закусочних з вафлями, на вулицях міста розташовані кіоски з делікатесами, наприклад, виноградними равликами і свіжими морепродуктами. Також в околицях Брюсселя виробляються особливі сорти пива — ламбік, гез («брюссельське шампанське») та інші.
Загалом на території Брюсселя розташовані близько 2000 ресторанів, вісім з них відзначені хоча б однією зіркою в гідові Мішлен: чотири двозіркові і чотири однозіркових. Найбільша кількість ресторанів знаходиться в районі вулиці М'ясників (Rue des Bouchers / Beenhouwersstraat).

## Пов'язані з містом люди
- Гуго ван дер Гус (бл. 1440—1482) — художник.
- Баренд ван Орлей (бл. 1488—1541) — художник.
- Пітер Кук ван Альст (1502—1550) — художник, вчитель Пітера Брейгеля Старшого та Ніколаса Нейшателя.
- Педро де Кампанья (1503—1586) — фламандський художник періоду Ренесансу.
- Антоніс Мор (бл. 1517—1577) — художник, портретист.
- Деніс ван Алслот (1570—1626) — художник-пейзажист.
- Філіп де Шампень (1602—1674) — відомий художник Франції доби бароко.
- Жак-Луї Давід (1748—1825) — французький художник доби класицизму.
- Жан Батист Маду (1796—1877) — бельгійський живописець.
- Луї Галле (1810—1887) —художник, представник стилю романтизм.
- Шарлотта Бронте (1816—1855) — англійська письменниця.
- Герман Гортер (1864—1927) — поет і політичний діяч.
- Курт Пейзер (1887—1962) — художник.
- Рене Магрітт (1898—1967) — відомий художник сюрреаліст.
- Шарль Спаак (1903—1975) — бельгійський кіносценарист.
- Реймон Руло (1904—1981) — французький актор, кіно- і театральний режисер бельгійського походження.
- П'єр Шеналь (1904—1990) — французький кінорежисер та сценарист бельгійського походження.
- Раймон Жером (1920—2002) — французький актор.
- Жак Брель (1929—1978) — співак, актор, режисер, національний герой Бельгії.
- Одрі Гепберн (1929—1993) — британська й американська актриса.
- Шанталь Акерман (1950—2015) — кінорежисерка, сценаристка, акторка і продюсер.
- Мішель Вебер (нар. 1963) — бельгійський філософ.
- Хелена Барбара Рібейру Фуртаду Велью Ногерра (нар. 18 травня 1969) — бельгійська фотомодель, акторка, співачка, письменниця і телеведуча.
- Брайан Молко (нар. 1972) — англійський співак, фронтмен групи Placebo.
- Віржині Ефіра (нар. 5 травня 1977) — бельгійсько-французька акторка та телеведуча.
- Нафіссату Тіам (нар. 19 серпня 1994) — бельгійська легкоатлетка, яка спеціалізується на багатоборстві, олімпійська чемпіонка.
- Еллі Дельво (нар. 10 червня 1999) — бельгійська співачка та авторка пісень.

## Міста-побратими
| - Акхісар, Туреччина - Атланта, Сполучені Штати - Берлін, Німеччина - Бреда, Нідерланди | - Любляна, Словенія - Монреаль, Канада - Макао - Мадрид, Іспанія | - Прага, Чехія - Вашингтон, Сполучені Штати - Тирана, Албанія - Київ, Україна |

## Галерея

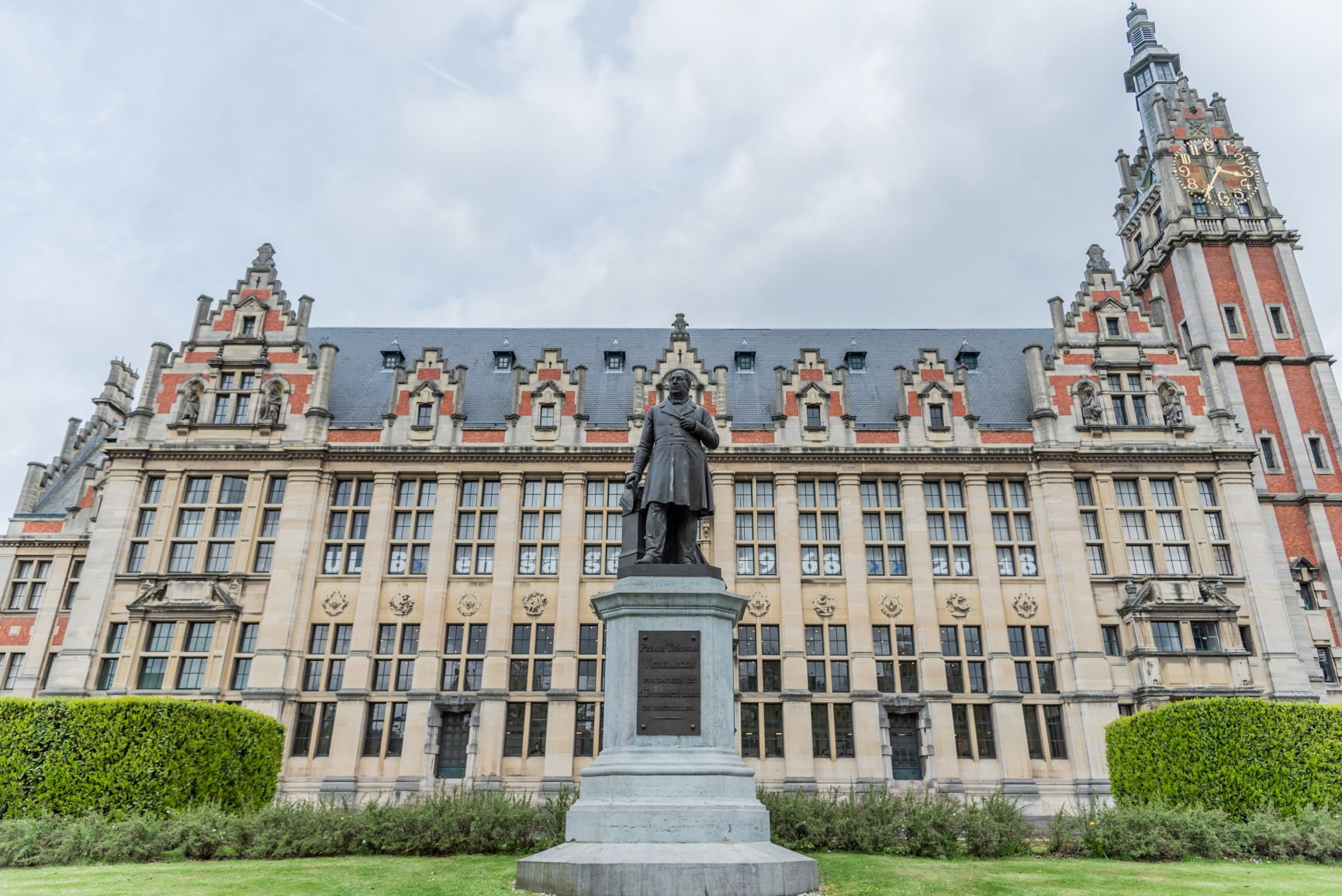
Історична будівля Вільного університету Брюсселя та статут Теодора Верхагена
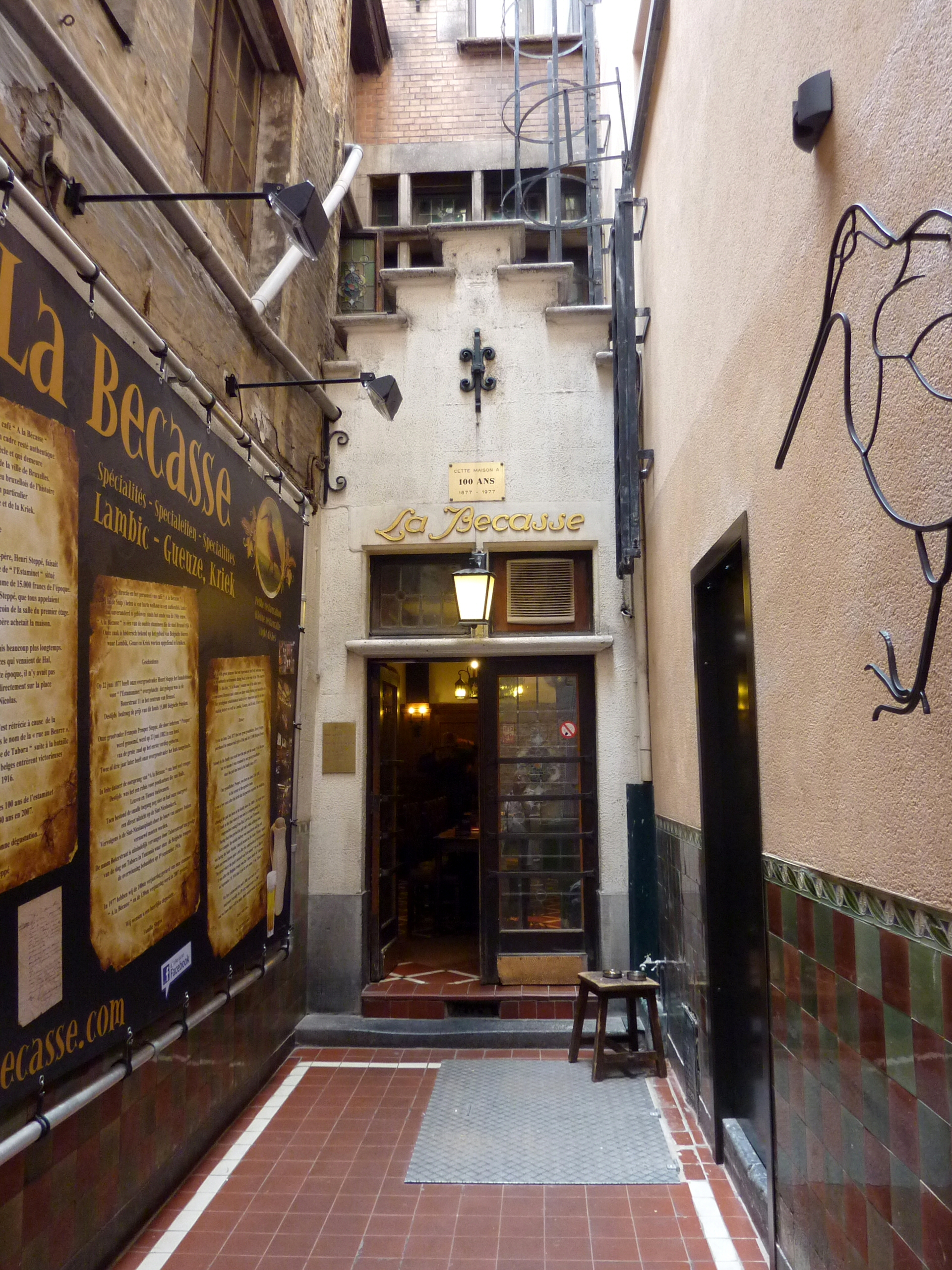
Вхід до кафе-ресторану À La Bécasse
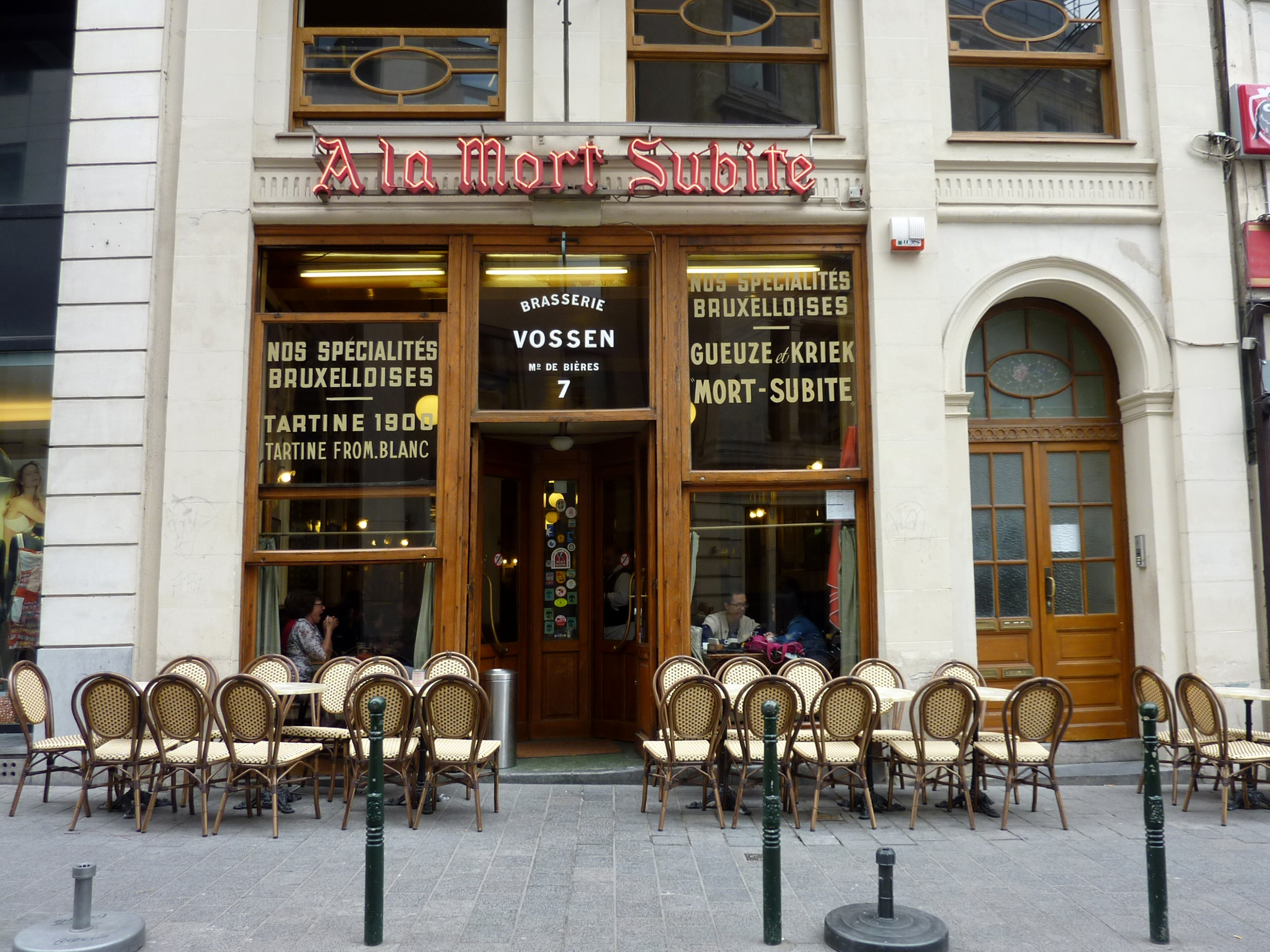
Кафе-бар À la Mort Sudite
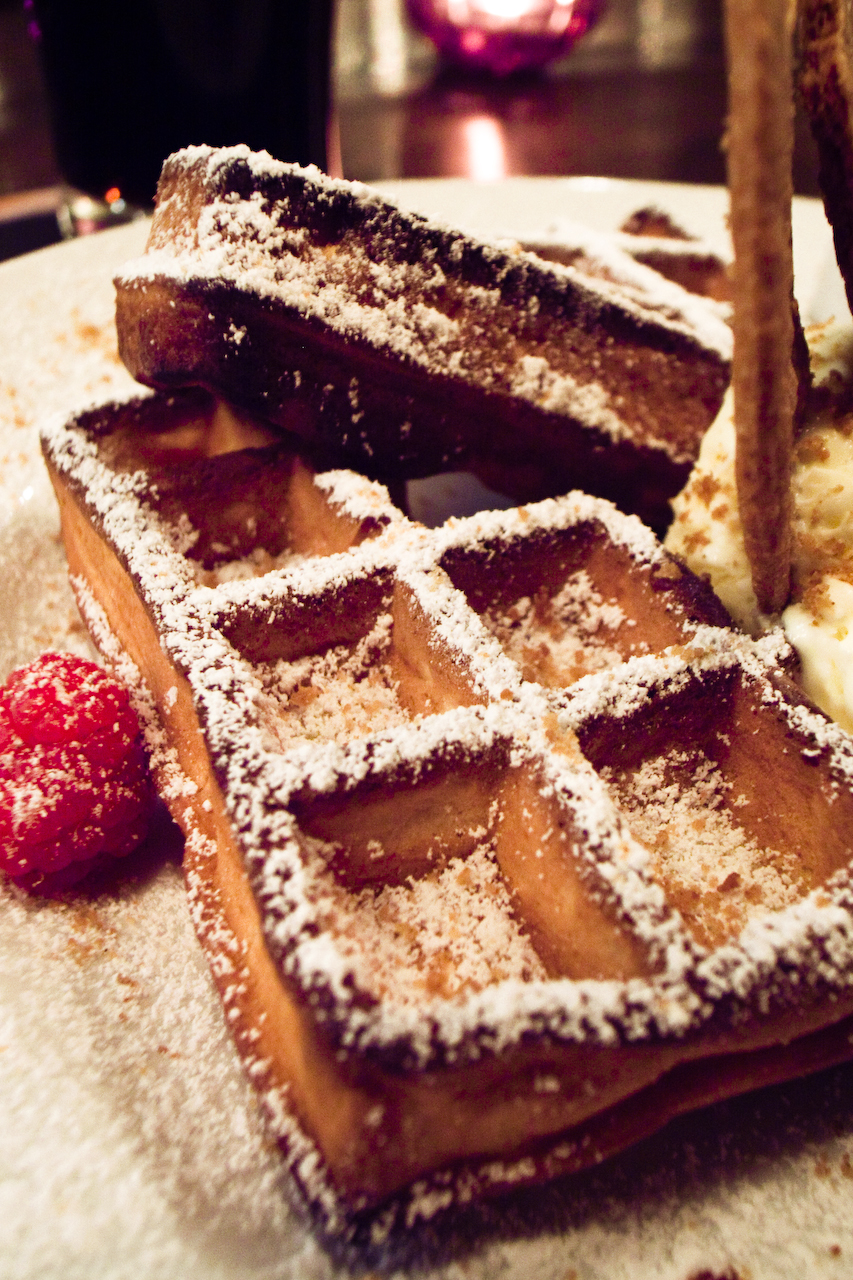
Брюссельська вафля
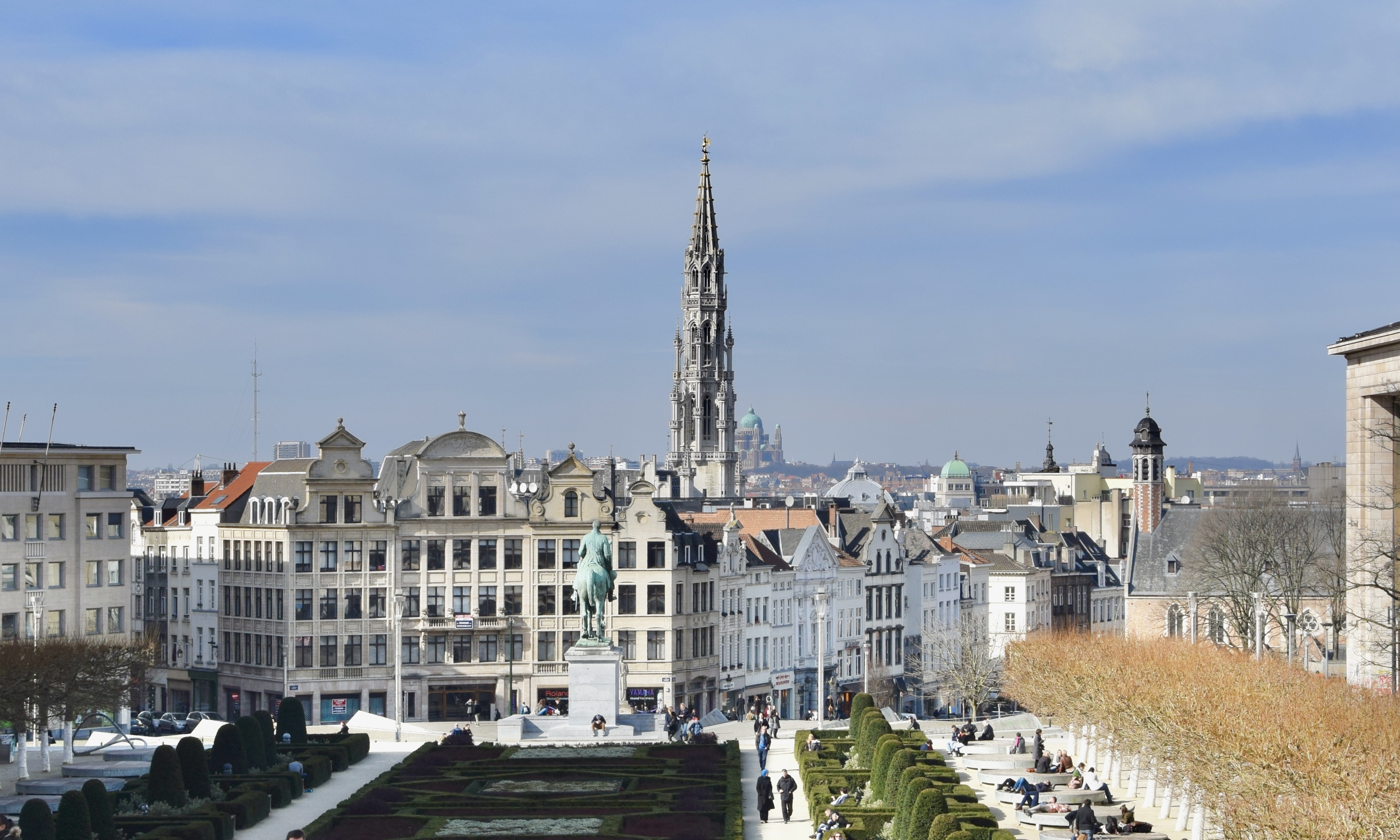
Вид на Брюссель з гори Мон-де-Арт
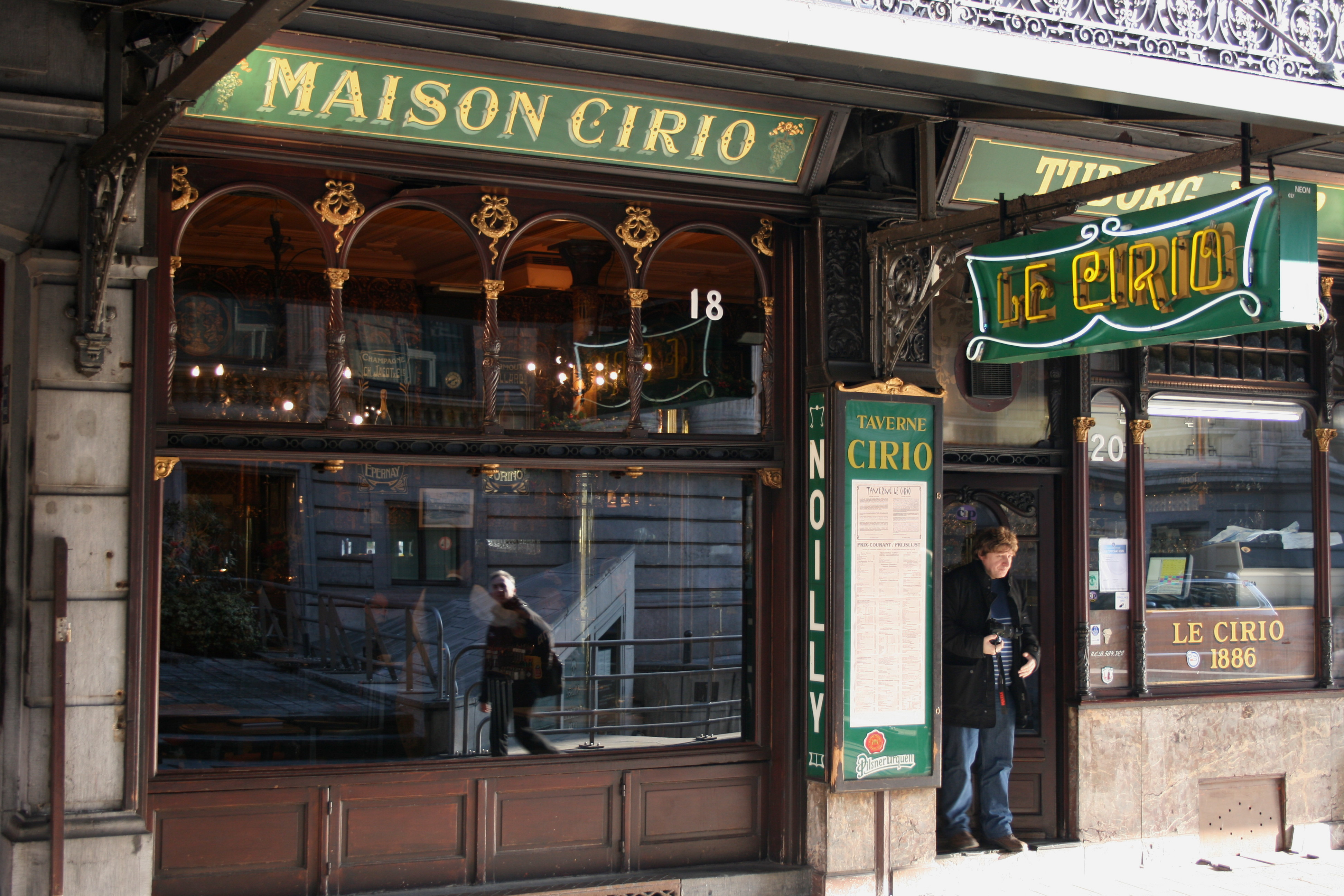
Кафе Le Cirio
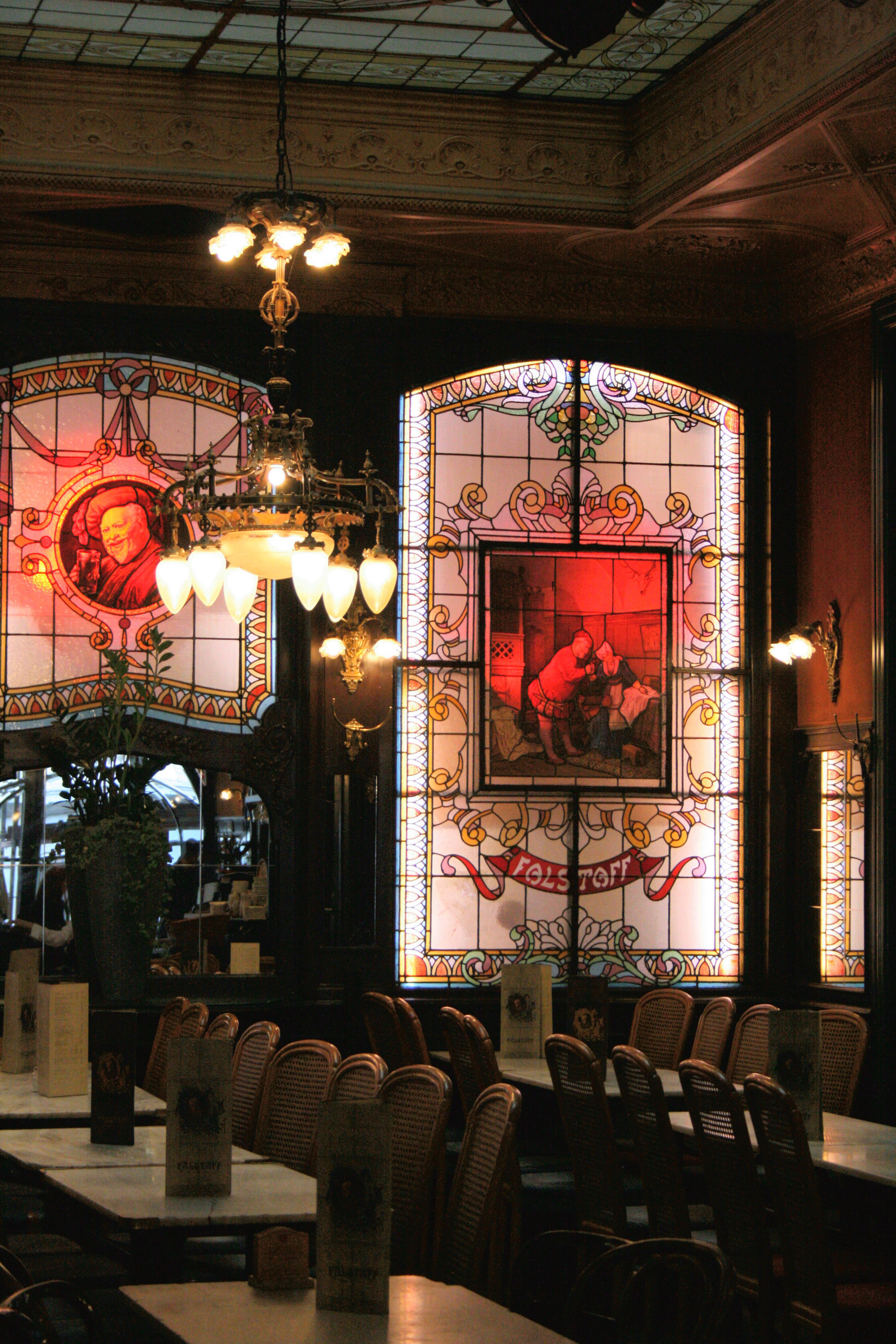
Таверна-ресторан Фальстаф
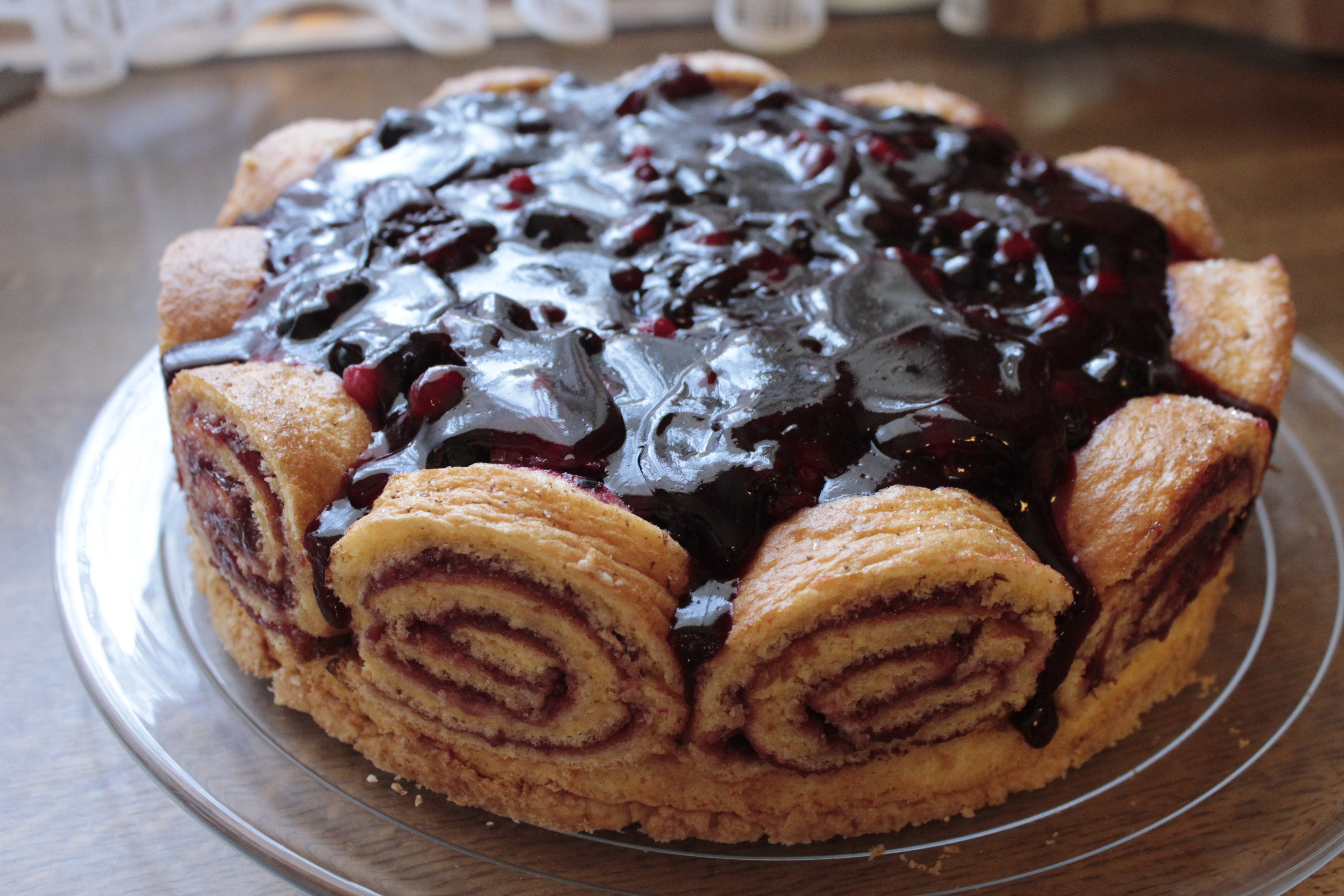
Брюссельський торт
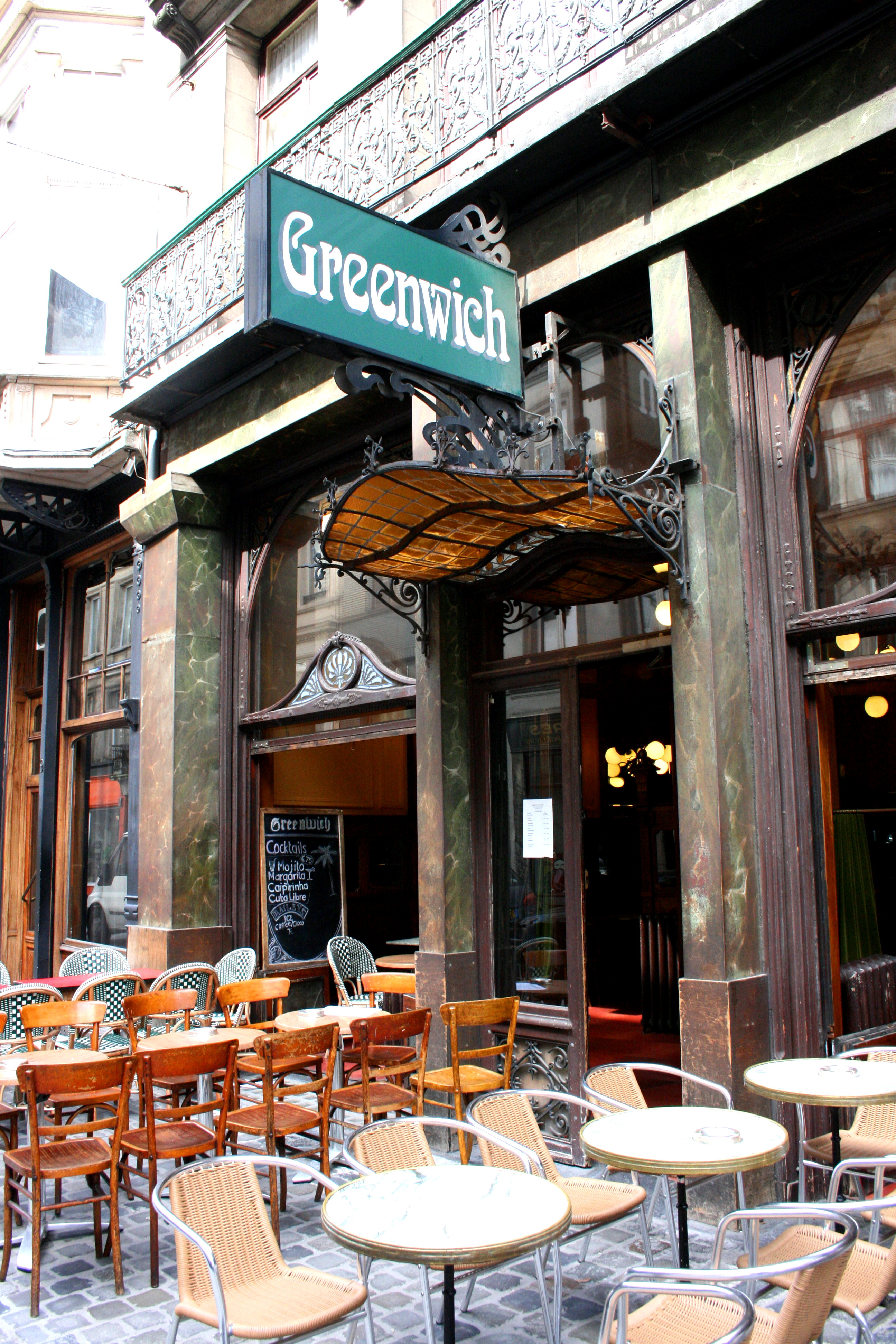
Гринвіч
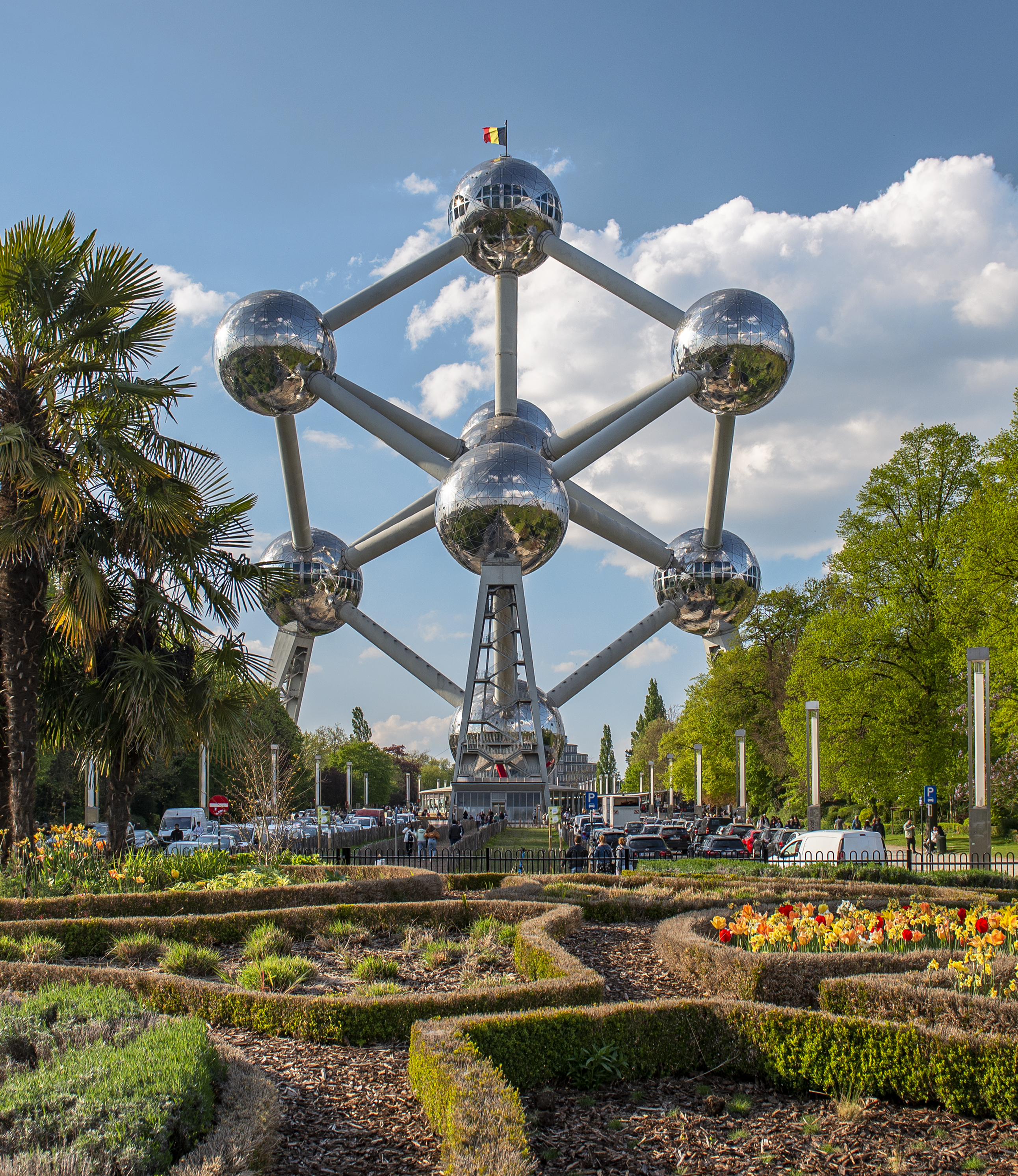
Атоміум